# Luciano Bernasconi
Luciano Bernasconi (Roma, 2 maggio 1939) è un fumettista italiano.

## Biografia
Inizia a vent'anni collaborando con Carlo Cedroni e altri autori fino a quando raggiunse il successo grazie alla collaborazione con Peppino De Filippo con il quale ideò il fumetto Pappagone. Nel 1967 disegna la serie a fumetti Ciccio & Franco, ispirata alla coppia di comici omonima. 
Successivamente lavora soprattutto in Francia, notevolmente per le edizioni Lug. In Italia, collabora con lo studio di Naro Barbato, e anche con Intrepido e il Giornalino. Ha lavorato anche sul genere erotico-pornografico (suoi i disegni di alcune storie di Djustine su sceneggiatura del creatore Enrico Teodorani).
Negli anni 2000 ha lavorato per le serie Fisietto e ha disegnato il terzo numero della serie Il Morto.

## Opere (parziale)
- Pappagone (1967-1968)
- Ciccio & Franco (1967-1968)
- Djustine
- Fisietto
- Il Morto